# Filippo Ariosto
Filippo Ariosto va ser un pintor italià nascut a Bolonya, a qui la Generalitat de Catalunya va encarregar (1587-1588) la col·lecció de retrats de comtes i reis que governaren Catalunya per a decorar la sala del consistori de la Diputació del General. Un any abans, la Diputació General d'Aragó li havia encarregat la Col·lecció de retrats dels reis d'Aragó, de la qual només se'n conserva còpia d'alguns dels quadres, realitzades posteriorment.
La Galeria règia dels comtes i comtes-reis de Catalunya-Aragó està formada per cinquanta-quatre pintures a l'oli que representen la genealogia de la Casa Comtal de Catalunya i Aragó. La part principal d'aquesta sèrie, la formen quaranta-sis quadres, la va pintar Filippo Ariosto entre el juliol del 1587 i l'agost del 1588. La sèrie havia de decorar la Sala Nova de la Diputació que s'acabava de construir al Palau de la Generalitat (actual Saló Daurat). La part històrica la va dirigir Francesc Calça, membre de la Universitat de Barcelona.